# Битка при Гредетин
Битката при Гредетин е най-известната, важна и тежка битка в Сръбско-турската война от 1876 г. Тя се води между Османската империя и Сърбия.

## Сили
Силите на съюзниците са командвани от генерал Черняев, българските доброволци – от Райчо Николов, а черногорските – от княз Никола. Турските сили са командвани от Абдул Керим.
Силите на съюзниците са 10 000 сърби, 400 черногорци, 3000 българи след подкрепления 6000 и 4000 руснаци. Турските сили са 60 000 души. Артилерията на съюзниците е съставена от 50 оръдия и 30 черешови топчета. Турската артилерия е съставена от 240 оръдия. Кавалерията на сърбите е съставена от 300 конници. Османските сили имат 5000 конници.
Целта на съюзниците е да превземат крепостта; османската е да ги отблъснат.

## Крепост
Крепостта при Гредетин има 3 реда окопи. Между окопите има 50 метра разстояние. Между последния окоп и оръдията има ями. Зад крепостта има бараки за войниците. Зад крепостта се виждат запалените сръбски и българските села. До селата са резервите на турците.

## Битка
Битката започва на сутринта. Българите и черногорците тръгват в пряка фронтална атака. Поддържани от сръбската артилерия, превземат първия ред окопи. Повечето турци от първия окоп са убити. Към доброволците се присъединяват 2000 сърби, те превземат втория ред и бързо превземат последния ред, въпреки жертвите. Сърбите добавят всичките си сили без резервите.

## Победа
След превземането на третия ред имат почивка. Съюзниците тръгват напред в 3 колони и прескачат вълчите ями. Когато българите тръгват напред, сръбската артилерия спира огъня. Те нямат нито една жертва на ямите. Съюзниците превземат останалите оръдия на турците. Когато доброволците почват отбраната на върха, сръбските резерви не идват на помощ. Останалите турски части тръгват към върха и превземат връх от черногорци, но идват четите на Панайот Хитов, Симо Соколов, Христо Македонски, Тодор Велков, Ильо Марков и Филип Тотю и разбиват турците. Битката е спечелена от съюзниците. Жертвите са 5000 сръбски и 10 000 турски.